# Pepłowo (Mława)
Pour les articles homonymes, voir Pepłowo.
Pepłowo (prononciation : [pɛˈpwɔvɔ]) est un village polonais de la gmina de Wieczfnia Kościelna dans le powiat de Mława de la voïvodie de Mazovie dans le centre-est de la Pologne.
Il se situe à environ 4 kilomètres au nord-ouest de Wieczfnia Kościelna (siège de la gmina), 12 kilomètres au nord de Mława (siège du powiat) et à 118 kilomètres au nord de Varsovie (capitale de la Pologne).

## Histoire
De 1975 à 1998, le village appartenait administrativement à la voïvodie de Ciechanów.